# La Gazzetta dello Sport
A La Gazzetta dello Sport egy olasz sportnapilap, amely különféle sportágak versenyeiről való tudósításra szakosodott. Olaszországban 2016-ban a legelterjedtebb napilap volt. 1896-os alapításával Európa legrégebb óta működő sportnapilapja.

## Története és profilja
A La Gazzetta dello Sportot Alberto Bonacossa alapította 1896. április 3-án. Ekkor jelent meg az első példányszám, amely az Athénban rendezett olimpiai játékokról tudósított. A kiadó székhelye Milánóban található. Szerepe később kiterjedtebb lett és már nem csak tudósított egyes sporteseményekről, hanem szervezte is azokat, így például 1909-től a Giro d’Italia kerékpáros körversenyt.
A La Gazzetta dello Sport a RCS MediaGroup tulajdonában van. 2008-ban a stílusa bulvárosabb lett, de a rózsaszínű papírlapra nyomtatott újság így is napi 400 000 példányszámot ad el átlagosan. A Gazetta, bár minden sportággal foglalkozik, legnagyobb terjedelemben a labdarúgás kap szerepet a hasábjain, jellemzően nem feltétlenül a sporteredmények tudósítására, hanem a napi szenzációkra összpontosítva. Jelentős szerepe volt a 2006-os olasz labdarúgóbotrány, azaz a Calciopoli kirobbantásában, ami többek közt a Juventus későbbi kizárásához vezetett az olasz élvonalból. 2016. április 3-án ünnepelte a 120. évfordulóját, ekkor az eredeti, zöld nyomtatásban jelent meg.

## Eladási mutatók
1990-ben a La Gazzetta dello Sport forgalma 809 000 példány volt. 1997-ben 401 000 eladott példánnyal a harmadik legnépszerűbb újság volt az országban. 2001-ben 445 000 példánnyal Európa huszadik legnépszerűbb újsága volt. 2008-ban 368 848 példányban adták el, 2016-ban a már a legelterjedtebb napilap volt Olaszországban. Az online verzió 2011-ben a tizennyolcadik leglátogatottabb weblap volt Olaszországban.

## Külső hivatkozások
- www.gazzetta.it
- english.gazzetta.it